# Gare de Confédération
La gare de Confédération est un arrêt d'autobus et une future gare de trains de banlieue en construction dans l'est de Hamilton sur la ligne du Canadien National. La gare porte le nom du parc Confederation Beach, situé à proximité sur le lac Ontario.
La gare est prévue dans le cadre de l'expansion anticipée du service de la ligne Lakeshore West de GO Transit vers Niagara Falls. Le 26 mai 2015, le gouvernement de l'Ontario a annoncé  que le service serait prolongé jusqu'à cette gare. La construction sur le site a commencé en 2017, cependant l'ouverture de la gare a été retardée à plusieurs reprises. En octobre 2022, l'Ontario a annoncé que la construction reprendrait plus tard dans l'année, et la date d'achèvement étant fixée à 2025.
Le site de la future gare dessert déjà les clients prenant la ligne 12 de GO Transit depuis 2019. Cette ligne d'autobus relie la gare de Confédération vers la gare de Burlington et le stationnement incitatif Dundas sur l'autoroute 407 à l'ouest, et vers Grimsby, Saint Catharines et Niagara Falls à l'est.

## Situation ferroviaire
La gare est située à la borne 38,1 milles (61,3 km) de la subdivision Grimsby du Canadien National, entre les gares de West Harbour et de Grimsby.

## Histoire
Depuis 2013, le Canadien National a géré le remplacement du pont ferroviaire de Centennial Parkway, en partenariat avec la ville d'Hamilton et GO Transit. Le pont ferroviaire en béton vieux de 84 ans (construit en 1901 et modernisé en 1939) a été démoli et un nouveau pont a été érigé. Cette amélioration a ajouté des dispositions pour une voie et un quai supplémentaires pour le nouveau service anticipé et a élargi la route. Les travaux sur le pont ont été achevés à la fin de 2016.
En 2015, 150 millions de dollars étaient le coût estimé pour prolonger le service de train sur les 10 kilomètres au-delà de la gare de West Harbour jusqu'à l'est d'Hamilton, près du quartier de Stoney Creek. L'aménagement du site de la gare coûterait 35 millions de dollars, et 115 millions de dollars pour les améliorations connexes de l'infrastructure ferroviaire. La construction a commencé fin 2017 et devait initialement se terminer en 2019.
La ligne 12 de GO Transit a commencé à desservir la boucle d'autobus de la gare le 2 novembre 2019, date à laquelle une soixantaine de places de stationnement ont également été mises à disposition,. Le 29 décembre 2019, le Hamilton Street Railway a prolongé le parcours de la ligne 44 Rymal vers le site de la future gare de Confédération.
En avril 2020, un appel d'offres public a été lancé pour les travaux liés au rail. Le contrat de construction a été attribué au début de 2022. La construction de la gare a repris en octobre 2022 avec une date d'achèvement estimée à 2025. Selon le plan révisé, une troisième voie ne sera pas ajoutée entre les gares de West Harbour et de Confédération.

## Service aux voyageurs

### Accueil
Présentement, la gare de Confédération n'est qu'une simple boucle d'autobus avec quatre quais. La carte Presto, les cartes de crédit, les portefeuilles électroniques, et le billet électronique payé et validé sur le site web sont acceptés à bord le bus de GO Transit. L'argent comptant et la carte Presto sont acceptés à bord le bus du Hamilton Street Railway.
Une fois la gare ouverte, elle disposera -d'un quai entièrement accessible, avec mini-plateforme et auvents pour protéger les clients des intempéries pendant qu'ils attendent leur train -d'un tunnel piétonnier et d'un bâtiment d'entrée pour permettre aux clients de se rendre plus facilement au quai -d'un débarcadère pouvant accueillir 15 véhicules -d'un stationnement incitatif -des supports à vélos et -d'un accès piétonnier direct par escalier du quai à Centennial Parkway.

### Dessert
La gare sera desservie par les trains de banlieue de la ligne Lakeshore West entre les gares Union de Toronto et de Niagara Falls. Bien que la fréquence des trains ne soit pas connue, la province continue de travailler avec le Canadien National pour obtenir l'accès aux voies à l'ouest de la gare de Burlington, nécessaire à la bonification du service vers Hamilton.

### Intermodalité
La gare de Confédération est desservie par les lignes suivantes :

#### GO Transit
- 12 Niagara Falls / Toronto (tous les jours)
  - Direction est vers la gare de Burlington et le stationnement incitatif Dundas sur l'Autoroute 407
  - Direction ouest sur le terminus Niagara Falls
- 18 Lakeshore West (lundi au vendredi)
  - Direction est vers la gare d'Aldershot via la gare de West Harbour et Hamilton GO Centre
  - Direction ouest vers l'Université Brock via la gare de St. Catharines

#### Hamilton Street Railway
- 44 Rymal (tous les jours)
  - Direction est vers le square Eastgate
  - Direction ouest vers le Parc d'affaires Ancaster